# Шпангенберг
Шпангенберг (њем. Spangenberg) општина је у њемачкој савезној држави Хесен. Једно је од 27 општинских средишта округа Швалм-Едер. Према процјени из 2010. у општини је живјело 6.285 становника. Посједује регионалну шифру (AGS) 6634024.

## Географски и демографски подаци
Шпангенберг се налази у савезној држави Хесен у округу Швалм-Едер. Општина се налази на надморској висини од 200–530 m. Површина општине износи 97,7 km². У самом мјесту је, према процјени из 2010. године, живјело 6.285 становника. Просјечна густина становништва износи 64 становника/km².

## Међународна сарадња
| Мјесто | Држава    | Врста сарадње | Од    |
| ------ | --------- | ------------- | ----- |
|        | Пољска    | партнерство   | 1996. |
|        | Француска | партнерство   | 1996. |
| Извор  |           |               |       |